# フェムケ・ハーマンズ
フェムケ・ハーマンズ（Femke Hermans、1990年2月5日 - ）は、ベルギーのプロボクサーである。元IBF女子世界スーパーウェルター級王者、元WBO女子世界スーパーミドル級王者。

## 来歴
2016年1月23日、プロデビューを判定勝利。
2016年10月8日、Elene Sikmashviliを2回KOで降しベルギー女子スーパーミドル級王座獲得。
2018年3月3日、ブルックリンのバークレイズ・センターにてアリシア・ナポレオンとのWBA女子世界スーパーミドル級王座決定戦に挑むが、0-3判定で敗れ王座獲得ならず。
2018年5月12日、ニッキ・アドラーとのWBO女子世界スーパーミドル級王座決定戦に臨み、3-0判定で王座獲得。
2018年12月8日、カリフォルニア州にてクラレッサ・シールズが持つWBA・WBC・IBF女子世界ミドル級王座に挑むが、三者とも90-100の完全試合で敗れる。
2019年3月22日、エリン・セダルースとのIBF女子世界スーパーミドル級王座決定戦に挑むが、0-2判定で敗れる。
2021年4月10日、イングランドにてサバンナ・マーシャルの持つWBO女子世界ミドル級王座に挑戦予定だったが、チームスタッフの一人が新型コロナウイルスに感染したため棄権し中止となった。
2022年4月2日、サバンナ・マーシャルが持つWBO女子世界ミドル級王座に挑むが、3回に自身初のKO負けを喫し王座獲得ならず。
2022年12月16日、メアリー・スペンサーが持つIBO女子世界スーパーウェルター級王座に挑み、3-0判定で王座獲得。
2023年6月17日、マリア・リンドバーグ相手にIBO王座初防衛戦を行い、1回終了時に相手の棄権で初防衛。
2023年10月11日、メアリー・スペンサー相手に保持するIBO王座と空位のIBF王座を懸けて再戦し、2-0判定勝利でIBO王座2度目の防衛とIBF王座獲得に成功した。
2024年1月13日、Ester Konecnaとのノンタイトルを3-0判定で勝利。
2024年11月22日、アトランタにてオシャエ・ジョーンズと対戦するが、1-2判定で敗れIBF・IBO両王座から陥落。

## 戦績
- 22戦 18勝 7KO 4敗

## 獲得タイトル
- WBO女子世界スーパーミドル級王座（防衛0=剥奪）
- IBO女子世界スーパーウェルター級王座（防衛2=陥落）
- IBF女子世界スーパーウェルター級王座（防衛0=陥落）